# Спиридонов, Евгений (гимнаст)
Евге́ний Спиридо́нов (нем. Eugen Spiridonov; 2 апреля 1982, Челябинск, РСФСР, СССР) — немецкий гимнаст, участник Олимпийских игр.

## Карьера
В 2001 году дебютировал на чемпионате России. С 2002 стал выступать за Германию, неоднократный призёр чемпионата Германии.
На Олимпийских играх в Пекине участвовал в шести дисциплинах спортивной гимнастики — командное и личное многоборье, вольные упражнения, параллельные брусья, перекладина и упражнения на коне. Ему не удалось попасть в финальные соревнования, команда Германии стала четвёртой, в абсолютном первенстве Спиридонов был 53-м, в вольных 29-м, на параллельных брусьях 25-м, на перекладине 48-м, а на коне 29-м.